# فرنسيس روبنسون
فرنسيس روبنسون (بالإنجليزية: Francis Robinson)‏ هو مؤرخ بريطاني، ولد في 23 نوفمبر 1944 في منطقة بارنت في لندن في المملكة المتحدة.